# Петродворцовий район

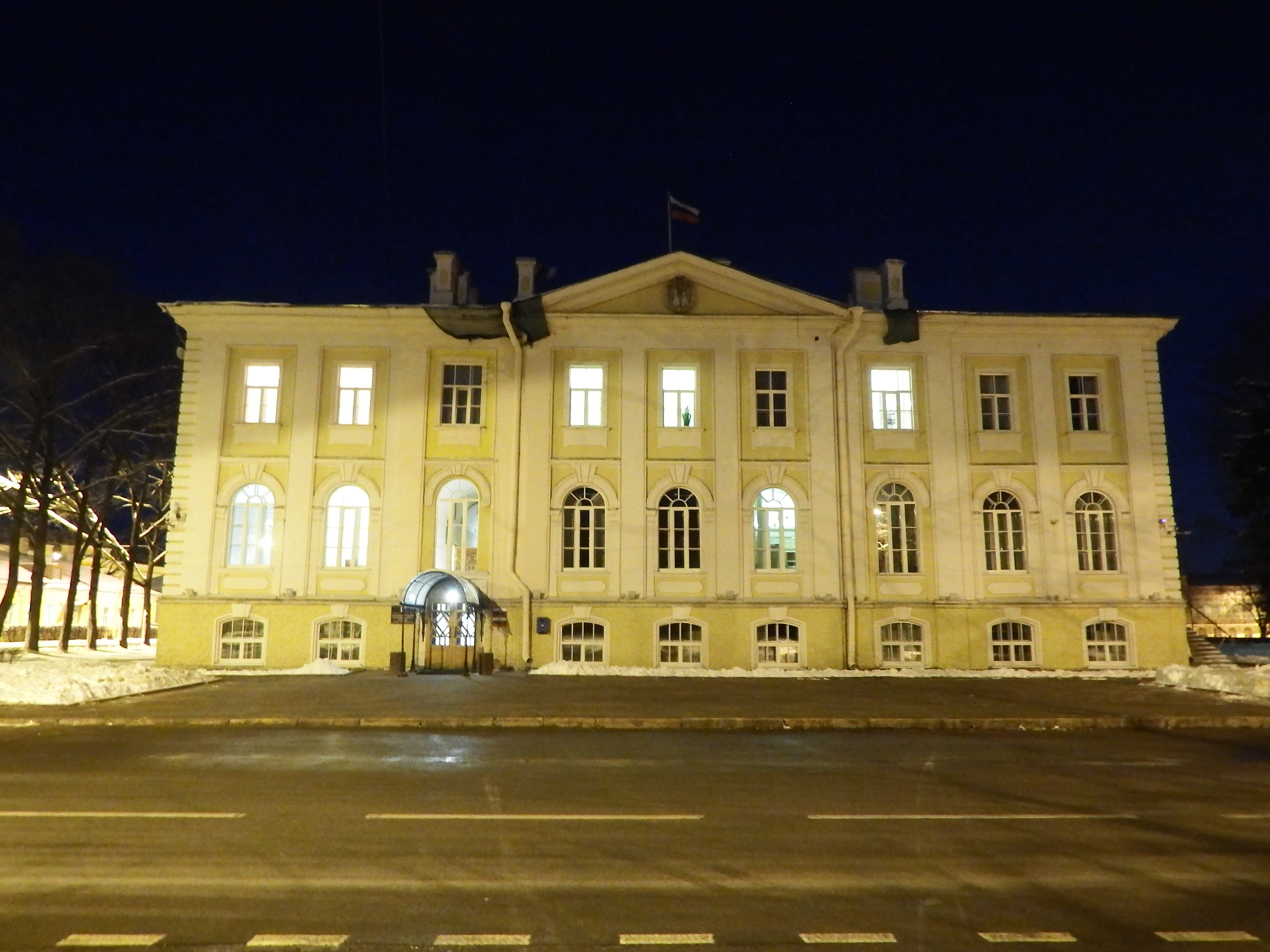
Адміністрація Петродворцового району

Петродворцовий район — адміністративно-територіальна одиниця на південному заході Санкт-Петербурга на південному узбережжі Фінської затоки, за 30 км від центру міста.

## Склад району
До складу району входять 3 муніципальні утворення:
- місто Ломоносов (43 002 осіб)
- місто Петергоф (73 154 осіб)
- селище Стрєльна (12 773 осіб)

## Історія
Петергофський район утворено 5 червня 1938 року в результаті реорганізації міської ради у місті Петергоф у районну раду з безпосереднім підпорядкуванням Ленміськраді.
27 січня 1944 місто Петергоф було перейменовано на місто Петродворець, а район на Петродворцовий.
12 червня 1950 до складу району були передані робітничі селища Володарське й Стрєльна Красносельського району Ленінградської області.
16 січня 1963 робітниче селище Володарське включено в міську межу Ленінграда в складі Кіровського району.
18 квітня 1978 у адміністративне підпорядкування Петродворцовому району з Ленінградської області було передано місто Ломоносов.
У 1995 році на території міста Ломоносов утворено самостійний Ломоносовський район Санкт-Петербурга.
2 грудня 2003 територія Ломоносовського району була знову включена до складу Петродворцового району.

## Населення

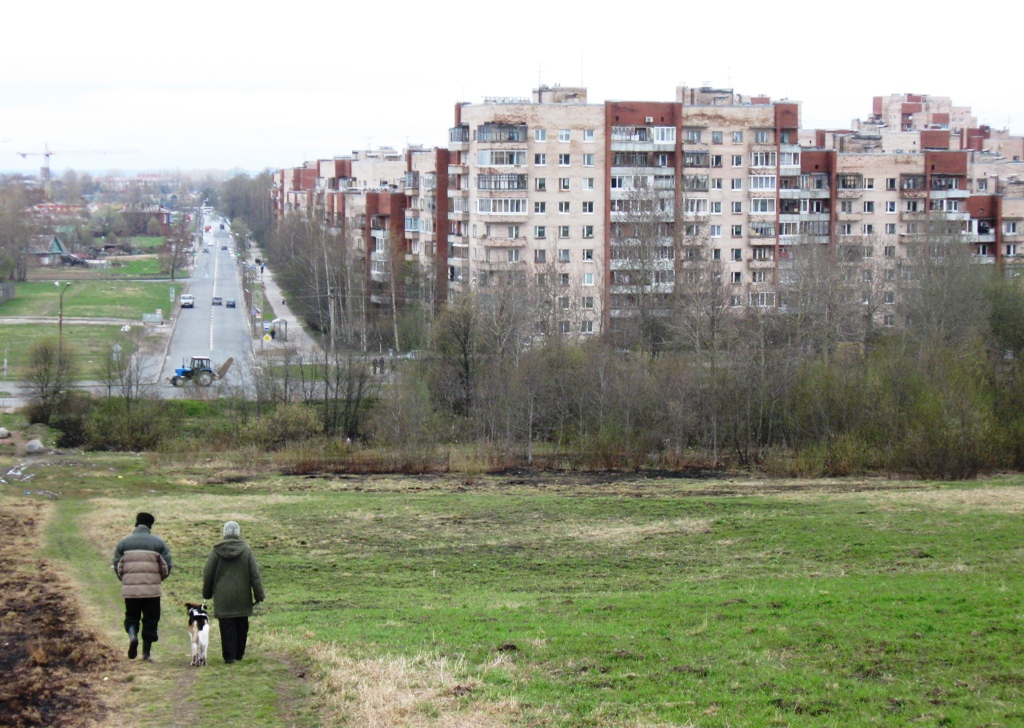
23-й квартал Старого Петергофа — мікрорайон з найбільшою чисельністю населення у Петродворцовому районі

## Інфраструктура
Загальна протяжність доріг — 243,9 км.
Адміністрації району підвідомчі: 20 шкіл (у тому числі один ліцей, дві гімназії, одна школа-інтернат), 30 дитячих садків, 3 установи додаткової освіти дітей. В районі 7 поліклінік (1 відомча, 2 для дорослих, 2 дитячих, 2 стоматологічних), одна лікарня, 2 кінотеатри, 4 дитячих музичних школи, Петергофська школа мистецтв, дитяча художня школа, Центр культури і дозвілля «Стрільна», Центр технічної творчості, Ломоносовський міський будинок культури, краєзнавчий музей, Централізована бібліотечна система Петродворцового району (7 бібліотек).
На території району розташовано декілька інститутів і факультетів Санкт-Петербурзького державного університету.

## Економіка
Місту Петергоф, що входить до складу Петродворцового району, 23 липня 2005 року присвоєно статус наукограда Росії.
На території району розташовуються такі промислові підприємства:
- Петродворцовий годинниковий завод;
- 61-й бронетанковий ремонтний завод;
- 55-й металообробний завод;
- Завод «Машрибпром»;
- Птахофабрика «Красні Зорі»;
- завод ТОВ «БСХ Побутові Прилади» з виробництва холодильників та пральних машин — дочірнє підприємство концерну BSH Hausgeräte GmbH.

## Пам'ятки
Головними визначними пам'ятками району є палацово-паркові ансамблі Петергоф, Оранієнбаум й Костянтинівський палац.